# Klassenberechtigung
Eine Klassenberechtigung (englisch Class Rating) berechtigt zum Führen von Flugzeugen einer bestimmten Luftfahrzeugklasse. Sie ist nicht zu verwechseln mit einer Musterberechtigung, die getrennt erworben werden muss. Erwerben kann man eine Klassenberechtigung bei einer Flugschule, die für die jeweilige Luftfahrzeugklasse ausbildet.
Die Flugschulung beinhaltet eine theoretische und praktische Einweisung des Luftfahrzeugführers auf Flugzeugen der Luftfahrzeugklasse. Für jedes einzelne Muster ist zudem eine eigene Einweisung erforderlich, diese wird im Flugbuch des Piloten bestätigt. Eine Klassenberechtigung wird mit einer Prüfung beendet, die nach einer festgelegten Zeit erneuert werden muss. Die Klassenberechtigung wird wie eine Musterberechtigung in die Lizenz des Piloten eingetragen.